# Ron Wyatt
Ronald « Ron » Eldon Wyatt, né le 2 juin 1933 au Kentucky et mort le 4 août 1999 au Tennessee, est un aventurier américain connu pour avoir défendu l'idée selon laquelle il a découvert, sous la guidance de Dieu, que le site de Durupinar en Turquie est le site de l'Arche de Noé.
Ses affirmations ont été rejetées par certains scientifiques, historiens, 
spécialistes de la Bible et par les leaders de l'Église adventiste du septième jour à laquelle il appartenait.

## Biographie
Infirmier anesthésiste de carrière, Ron Wyatt vit en 1960, sur une photographie du site de Durupinar publiée dans le magazine Life, une forme ressemblant à un navire sur une montagne proche du mont Ararat.
La spéculation généralisée parmi les cercles chrétiens évangéliques selon laquelle il pourrait s'agir de l'Arche de Noé a été le point de départ de sa carrière d'archéologue amateur. 
Entre 1977 et 1999, il a effectué plus d'une centaine de voyages au Moyen-Orient, ses intérêts l'incitant à prendre en compte de plus en plus de références de l'Ancien et du Nouveau Testament.

## Découvertes revendiquées

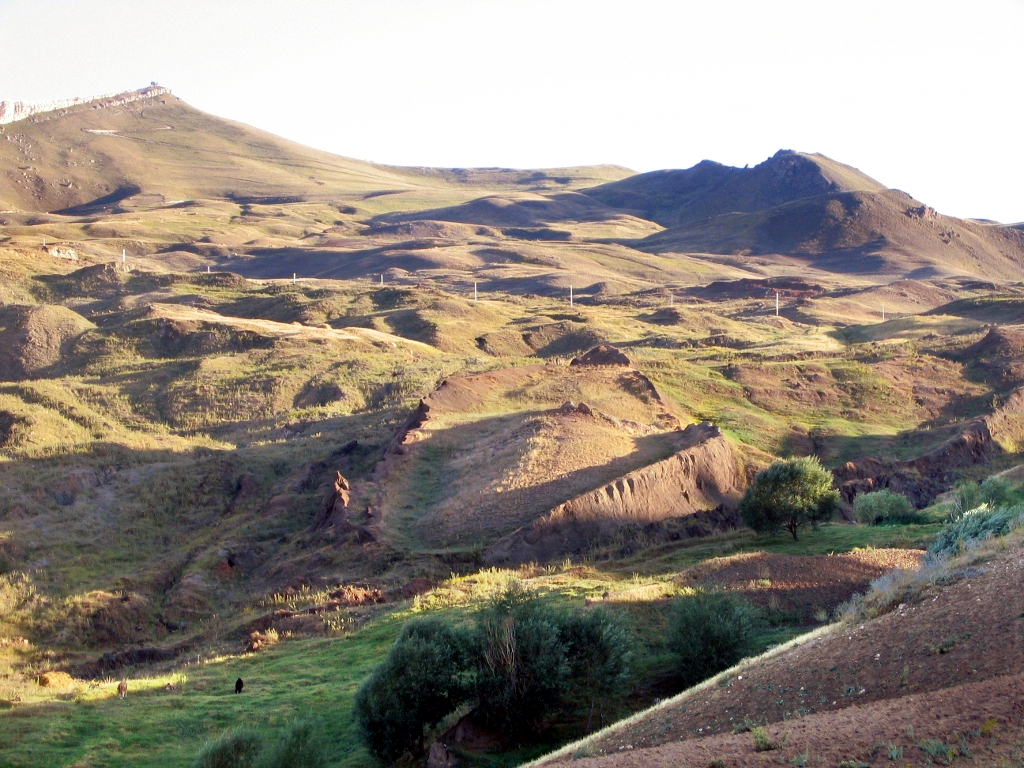
Site du Durupınar en 2007.

Jusque sur son lit de mort, Ron Wyatt a revendiqué de nombreuses découvertes :
- l'Arche de Noé (site de Durupinar, localisé à vingt-deux kilomètres au sud du mont Ararat) ;
- des ancres de pierre employées par Noé sur l'Arche ;
- les tombes de Noé et de son épouse ;
- le site des villes de Sodome et Gomorrhe ;
- des bulles de sulfure ou de soufre dans les cendres restantes de Sodome et Gomorrhe ;
- le site de la Tour de Babel (localisé au sud de la Turquie) ;
- la manière avec laquelle les Égyptiens ont construit les pyramides ;
- le site de la traversée de la mer des Joncs par les Hébreux (localisé dans le Golfe d'Aqaba) ;
- des roues de char et d'autres reliques de l'armée de Pharaon au fond de la mer Rouge ;
- le rocher du mont Horeb duquel jaillit de l'eau lorsque Moïse le frappa ;
- le site du tremblement de terre qui engloutit Coré ;
- le site de la Crucifixion de Jésus ;
- l'Arche d'alliance et les Tables de la Loi.

## Accueil
Pour Ron Wyatt, toute remise en cause de ses « découvertes » est l’œuvre du Diable. 
S'il a été accusé de faire des mystères et de brouiller ses pistes trop facilement, il prétendit avoir été contacté pour restaurer des sites par des autorités qui craignaient une guerre religieuse ou la conversion au judaïsme à grande échelle. Les sceptiques critiquent son langage vague et son utilisation de films et de photographies peu clairs.
Le géologue Salih Bayraktutan a visité le "site de l'Arche de Noé" à plusieurs reprises et a rejeté les affirmations de Ron Wyatt selon lesquelles il y avait là-bas des traces de bois pétrifié. 
Une étude géologique détaillée a d'ailleurs amené plusieurs spécialistes à conclure que "l'Arche" est un phénomène naturel qui se produit également ailleurs.
Bien que Ron Wyatt ait conquis de fervents partisans parmi les chrétiens fondamentalistes cherchant des preuves tangibles de la vérité littérale de la Bible, sa crédibilité a été contestée, souvent cruellement, par les archéologues professionnels et les spécialistes de la Bible. La Garden Tomb Association déclara dans une lettre distribuée aux visiteurs du Jardin de la Tombe sur demande :

« Le Conseil de la Garden Tomb Association (Londres) réfute totalement la revendication de M. Wyatt selon laquelle il aurait découvert l'Arche d'Alliance originelle ou d'autres artefacts bibliques dans l'enceinte de la zone connue sous le nom de Jardin de la Tombe de Jérusalem. Bien qu'il ait été permis à M. Wyatt de fouiller dans ce jardin privé à un certain nombre de reprises (la dernière fois étant en été 1991), les membres du personnel de l'Association ont observé sa progression et ont pris part à ses excavations. Pour autant que nous sachions, rien n'a jamais été découvert pour étayer ses allégations et nous n'avons vu aucune preuve d'artefacts bibliques ou de trésors du Temple. »

Dans la même veine, Joe Zias (en), archéologue rattaché à l'Autorité des Antiquités d'Israël (AAI), a déclaré que « Ron Wyatt n'est pas un archéologue et n'a jamais procédé à une fouille légalement autorisée en Israël ou à Jérusalem. Pour effectuer des fouilles, il faut au moins avoir un diplôme universitaire de premier cycle en archéologie qu'il ne possède pas, bien qu'il revendique le contraire. [...] [Ses revendications] entrent dans la catégorie des déchets que l'on trouve dans des tabloïds comme le National Enquirer ou le Sun. »
Les collègues évangéliques de Ron Wyatt l'ont également critiqué : Answers in Genesis considère ses affirmations comme frauduleuses, alors qu'un professeur d'archéologie de l'Université Andrews, université de l'Église adventiste du septième jour, résume les revendications de Ron Wyatt à propos de l'Arche de Noé et des ancres de pierre en ces mots : « Bien que le site de Durupinar ait environ la bonne longueur pour être l'Arche de Noé, [...] [il est] trop large pour l'être. Wyatt a affirmé que la "forme de bateau" de cette formation peut seulement s'expliquer en étant l'Arche de Noé, mais Shea et Morris ont proposé d'autres explications plausibles. De même, Wyatt a fait valoir que les pierres dressées qu'il avait trouvées étaient des ancres alors que Terian a montré que des pierres similaires découvertes en dehors du site de Durupinar étaient des pierres relevant d'un culte païen converties par la suite par des chrétiens à des fins chrétiennes. »
Rejetée comme pratiquant de la pseudoarchéologie, l'organisation officielle de Ron Wyatt, la Wyatt Archaeological Research (WAR), clame que l'AAI a toujours été informée des fouilles, qu'elle a délivré des « autorisations verbales » pour la plupart d'entre elles et qu'elle a officiellement permis toutes les excavations menées par la WAR depuis 2002. 
Néanmoins, la seule preuve de l'implication de la WAR dans une fouille légale sanctionnée par l'AAI est un cofinancement d'une fouille de 2005 par la WAR.